# Валбондионе
Валбондио̀не (на италиански: Valbondione; на ломбардски: Bungiù, Бунджу) е община в Северна Италия, провинция Бергамо, регион Ломбардия. Административен център на общината е село Бондионе (Bondione), което е разположено на 900 m надморска височина. Населението на общината е 1036 души (към 2017 г.).